# Ylljet Aliçka
Ylljet Aliçka (Tirana, 23 giugno 1951) è uno scrittore e sceneggiatore albanese, ex ambasciatore in Francia, Monaco e Portogallo.

## Biografia
Laureato in scienze naturali (1974), Professore Dottore in didattica (2016), Ylljet Alicka ha lavorato nell'editoria scolastica e come insegnante prima di intraprendere la carriera diplomatica (ambasciatore in Francia, Portogallo, Monaco e UNESCO (2007-2013)).
Ha scritto numerose opere, molte delle quali tradotte in più lingue, tra cui varie raccolte di racconti, romanzi e sceneggiature tratte dai suoi libri: 
Il film Slogans, diretto da Gjergi Xhuvani ha vinto il premio della critica giovanile al Festival di Cannes 2001 e il Golden Prize all'International Film Festival di Tokyo 2001; 
"Chant d'amour", coproduzione Francia- Italia- Albania, film basato sulla raccolta di racconti The Compromise); Best screenplay, South-East European Film Festival, Paris, France
"Plastic flowers" Winner-Hollywood International Moving Pictures Film Festival (HIMPFF).
In Italia sono stati pubblicati I compagni di pietra (Guaraldi, 2006) e Il sogno italiano (Rubbettino 2016) e Gli Internazionali (Rubbettino 2019)

## Opere

### In Albania
- Tregime (1998) Onufri[3]
- Kompromisi (2001) Onufri[4]
- Rrëfenje me ndërkombëtarë (2006) OMSCA[5]
- Parrullat me gurë (2007) Toena[6]
- Rrëfenje me ndërkombëtarë (2008) Toena[7]
- Koha e puthjeve (2009) Toena[8]
- Valsi i lumturisë (2012) Toena[9]
- Metamorfoza e nje kryeqyteti (2019) Onufri[10]

### All'estero
- Les slogans de pierre (1999) Edition Climates; France[11]
- Kompromis (2001) Publishing House Pogranicze, Poland[12]
- Balkan blood, Balkan beauty (2006) North-western University Press, U.S.[13]
- I compagni di pietra (2006) Guaraldi, Italy[14]
- Albanien(2008), Edition Temmen, Germany[15]
- Les slogans de pierre (2009) Edition Pyramidion, France[16]
- Les étrangères (2010) Edition Pyramidion, France[17][18]
- La sloganoj el stonoj (2013) Esperanto, Swidnik, Poland[19]
- Když projížděl Chruščov naší vesnicí (2015) Petr Štengl Edition, Czech Republic[20]
- Un sogno italiano (2016) Rubbettino editore, Italy[21][22]
- Mappe 12 fra Tirana (2017) Bokvennen Forlag, Norway[23]
- Internationals (2017) Tirana times, Albania[24]
- Nouvelles d'avant (2018) Edition Pyramidion, France[25]
- La valse du bonheur (2019) L'Esprit du temps, France[26][27]
- Gli internazionali (2019) Rubbettino editore, Italy[28]
- Internationals (2020) Degarandishan Publishing House; Iran[29]
- Steinerne parolen(2020) Monda asembleo socia, Cuba-Germany,[30]
- Les etrangeres(2021), Editions des 60, France[31]
- La metamorphose d'une capitale(2021), Editions des 60 France[32]
- La metamorfosi di una capitale(2021), Castelvechi editore Italy[33]

## Sceneggiature
- Slogans (2001)  French-Albanian film, based on the book Les slogans de pierre[34]
- An Albanian chronicle (2008) French-Italian-Albanian film based on the book The Compromise[35]
- An Expat's tale(2018) Art film, based on the novel "Internationals"[36]
- The poet(2019)Teo film, based of short story "The poet"[37]
- Profesionist(2020) Bunker film, based on the short story "Stone slogans"

Premi:
nella letteratura
- 1999  - Premio, sezione autore straniero, Concorso internazionale di racconti di, Teramo,[38]
- 2000  - Second prize, International competition Art e letters de France, Bordeaux, France[39]
- 2001  - Silver medal in prose by the Albanian Ministry of Culture, Tirana, Albania[40]
- 2002  - Prix de la francophonie, Albanian Ministry of Foreign Affairs, Tirana, Albania[41]
- 2009  - Special prize, VII Premio Letterario Nazionale, Rome, Italy
- 2012  - Silver medal in prose for Valsi i lumturisë by the Albanian Ministry of Culture, Tirana, Albania[42]

in cinematography:
- 2001  - Slogans Young critics award, Festival de Cannes, Cannes, France[34][43]
- 2006  - Slogans, Best screenplay, Albanian Film Festival by the Ministry of Culture,[44]
- 2011  - Një histori provinciale, Best screenplay, South-East European Film Festival, Paris, France[1][45]
- 2016  - "Plastic flowers", Winner-Hollywood International Moving Pictures Film Festival (HIMPFF),[2]
- 2018  - "Plastic flowers"Best screenplay, Korça Short Film Fest[46]

Adesioni : 
- Membro fondatore « Fondazione Fabrizio De Andre» Milano, Itali[47]
- Honoured citizenship« LA REPUBLIQUE DE MONTMARTRE », Paris, 2011[48]
- Member of French Academy « Berry- Georges Sand », Paris 2010[49]
- Membre de l'Association des ecrivains francophones, Paris, 2012
- Member of audiovisual and dramatic authors, SACD, Paris, 2006[50]